# Чжоу Чэнчжоу
Чжоу Чэнчжоу (周承舟; родился 28 декабря 1982 года) — китайский кинорежиссер и фотограф.
Он уже давно уделяет внимание вопросам психического и духовного благополучия людей и сосредотачивает свои исследования и профессиональную деятельность на этой теме. Художественная теория Чжоу Чэнчжоу также касается концепций промышленности, урбанизации и маргинализации. В творчестве Чжоу, будь то в качестве художника, режиссёра или писателя, отражается тема отчуждения — как между людьми, местами и «более широкой и однородной культурой».

## Ранний период жизни
Чжоу Чэнчжоу родился в городе Чандэ, расположенном в провинции Хунань, в декабре 1982 года.
Когда Чжоу исполнилось 7 лет, его отец научил его использовать пленочную камеру и делать более четкие фотографии, что заложило основу его страсти к фотографии. В то время он занимался этим исключительно для удовольствия, и не задумывался о том, чтобы сделать карьеру в этой области.
После окончания Пекинского университета в 2005 году с дипломом по китайскому языку и литературе, он посвятил несколько лет разработке обуви. Однако именно в это время его интерес к фотографии возобновился, поскольку он создал более 200 000 изображений обуви для их продвижения в Интернете. Это значительно расширило его фотографические навыки.
В 2015 году, уделяя все больше внимания фотографии, он совершенствовал свои навыки, набираясь разнообразного опыта, включая работу на съемках телешоу и участие в Неделе моды в Париже в 2016 году. Затем он официально приступил к карьере фотографа и начал съемки с использованием дронов крупных инженерных проектов и высокоскоростной железнодорожной инфраструктуры. С накоплением опыта он стремился отойти от традиционных представлений о фотографии и развивать свой собственный стиль.

## биография
Преимущественно, он фокусируется на творчестве и исследованиях, связанных с духовным сознанием. Его произведения выделяют разрыв между индивидами и более общей, универсальной культурой, затрагивая темы индустриализации, урбанизации и маргинализации.

## Награды и отличия
- LensCulture Summer open Awards 2022, победитель[7][8]
- Премия Комиссии Фонда Сильваны С. 2022, шорт-лист
- 1x фотонаграда 2017/18, Победитель[9]
- Aesthetica Art Prize 2019 и 2023, финалист[10]
- Фотофест с премией National Geographic 2019, Победитель
- Премия Lenscultural Art Photography 2018, финалист[11]
- 5-я премия FAPA, финалист[12]

## Кинокарьера
Его дебютный фильм, «Подсознание», увидел свет в 2020 году и был награждён Призом Зрительских Симпатий как лучший художественный фильм на 13-м фестивале патологического кино. и получил приз жюри на кинофоруме метро Лос-Анджелеса. Он был номинирован на кинофестивале в Адирондаке и кинофестивале Jelly.
В 2021 году он завершил работу над своим вторым фильмом «Unreflex Land».
В 2022 году он успешно завершил съемки своего дебютного полнометражного фильма под названием «Поставщик времени».

## Фильмография
| Год      | Заголовок         | Директор | Писатель |
| -------- | ----------------- | -------- | -------- |
| 2020 год | Подсознание       | Да       | Да       |
| 2021 год | Унрефлекс Земля   | Да       | Да       |
| 2022 год | Поставщик времени | Да       | Да       |
| 2022 год | Времена рая       | Да       | Да       |
| 2022 год | Перевозка кирпича | Да       | Да       |
| 2023 год | Ирисы цветут      | Да       | Да       |
| 2023 год | Броня Хунг        | Да       | Да       |

## Выставки
«The Brink» — это экспозиция, представленная в Ugly Duck в 2023 году.
Выставка LensCulture — это событие, проходящее в Сомерсет-Хаусе в рамках Фото Лондон 2023 года.
Times Paradise — это выставка, представленная в Йоркской художественной галерее в рамках Aesthetica Art Prize 2023 в 2023 году.
«Времена рая» — это выставка, которая пройдет в 798 Арт-Зоне, организованная в рамках ИДЕАЛ ГАЗ в 2023 году.
Куда исчез мусор? — Это выставка, проводимая в Художественном музее «Сегодня». 2020
За границами — это экспозиция LensCulture, представленная в галерее Aperture в 2019 году.
Под сознанием — это экспозиция, представленная в Йоркской художественной галерее в рамках Aesthetica Art Prize 2019 в 2019 году.
Планета в равновесии — это фотофестиваль с галереей, поддерживаемой National Geographic, прошедший в 2019 году.
Многогранная природа — это международный фестиваль фотографии, прошедший в 2017 году в Пинъяо.

## Публикации
- ЖУРНАЛ VISION ВЕСНА 2023 г. № 190 Культура — гуляя, играя[28]
- Будущее сейчас, 2023 г.[29]
- Х, 1Х, 2018 г.ISBN 9789-1979-1847-3[30]
- Будущее сейчас, 2019[31]
- Вульгарная жизнь и элегантные песнопения, Мондриан в китайском стиле , P232-233, 2015,ISBN 978-7-115-41109-9[32]